# Трудове (Криворізький район)
Трудове́ — село в Україні, Криворізькому районі Дніпропетровської області. 
Орган місцевого самоврядування — Красівська сільська рада. Населення — 21 мешканець.

## Географія
Село Трудове знаходиться за 2 км від річки Кам'янка, на відстані 1 км від села Водяне. По селу протікає пересихаючий струмок з загатою.

## Населення

### Мова
Розподіл населення за рідною мовою за даними перепису 2001 року:
| Мова       | Відсоток |
| ---------- | -------- |
| українська | 100 %    |